# Apterembia rimskyi
Apterembia rimskyi is een insectensoort uit de familie Embiidae, die tot de orde webspinners (Embioptera) behoort. De soort komt voor in Oost-Afrika.
Apterembia rimskyi is voor het eerst wetenschappelijk beschreven door Davis in 1939.